# نيكولاس براون (ممثل)
نيكولاس براون (بالإنجليزية: Nicholas Brown)‏ هو كاتب أغاني ومغني وممثل أسترالي، ولد في 1980 في أستراليا.

## أعمال

### أفلام
- (2010) كايتس

## وصلات خارجية
- نيكولاس براون على موقع IMDb (الإنجليزية)
- نيكولاس براون على موقع قاعدة بيانات الفيلم (الإنجليزية)